# Ford Zephyr
Ford Zephyr — легковий автомобіль середнього класу, що випускався британським підрозділом компанії Ford у 1950-1972 роках.
З 1950 по 1962 рік він позиціювався як більш потужна версія чотирициліндрового Ford Consul.
У 1955 році з'явилася версія з поліпшеною обробкою, що називалася Ford Zodiac.
Четверте покоління Ford Zodiac в найдорожчій комплектації продавався під брендом Ford Executive.
Zephyr та Zodiac були найбільшими легковими автомобілями що випускалися «Фордом» у Великій Британії аж до 1971 року, і останніми чисто-англійськими «Форд»; їх змінили на конвеєрі Ford Consul / Ford Granada нового покоління спільної розробки з західнонімецькою філією.

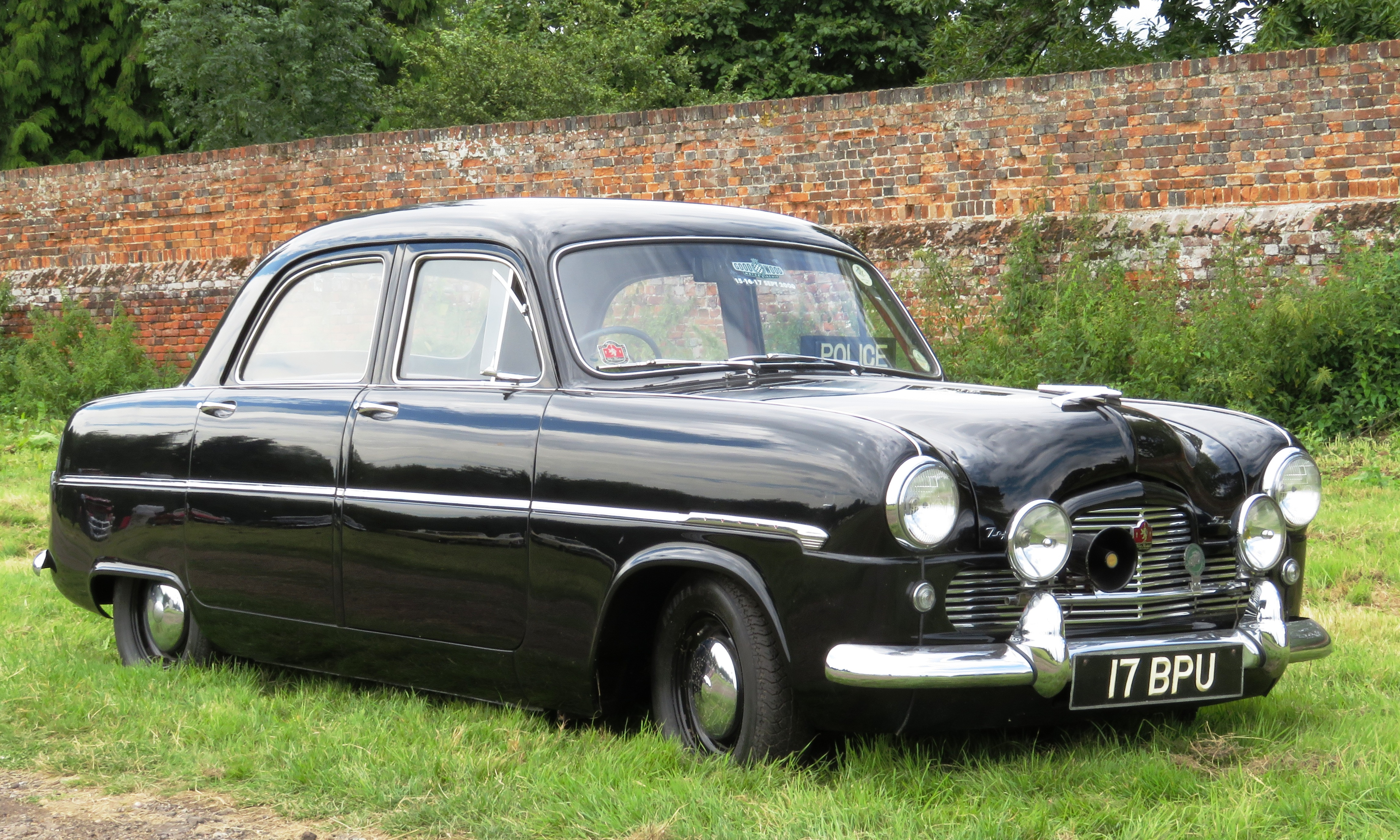
Ford Zephyr 1
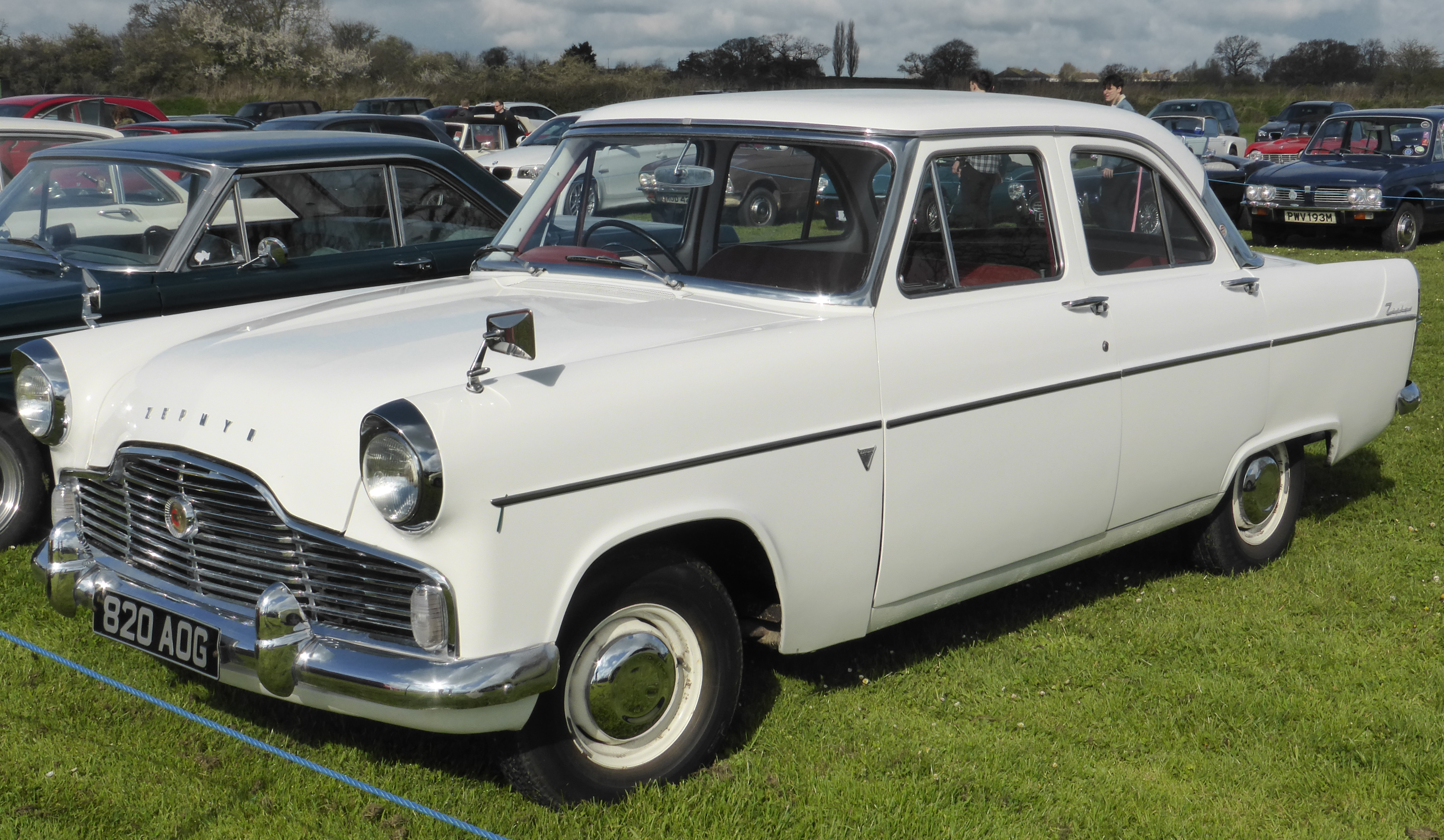
Ford Zephyr 2
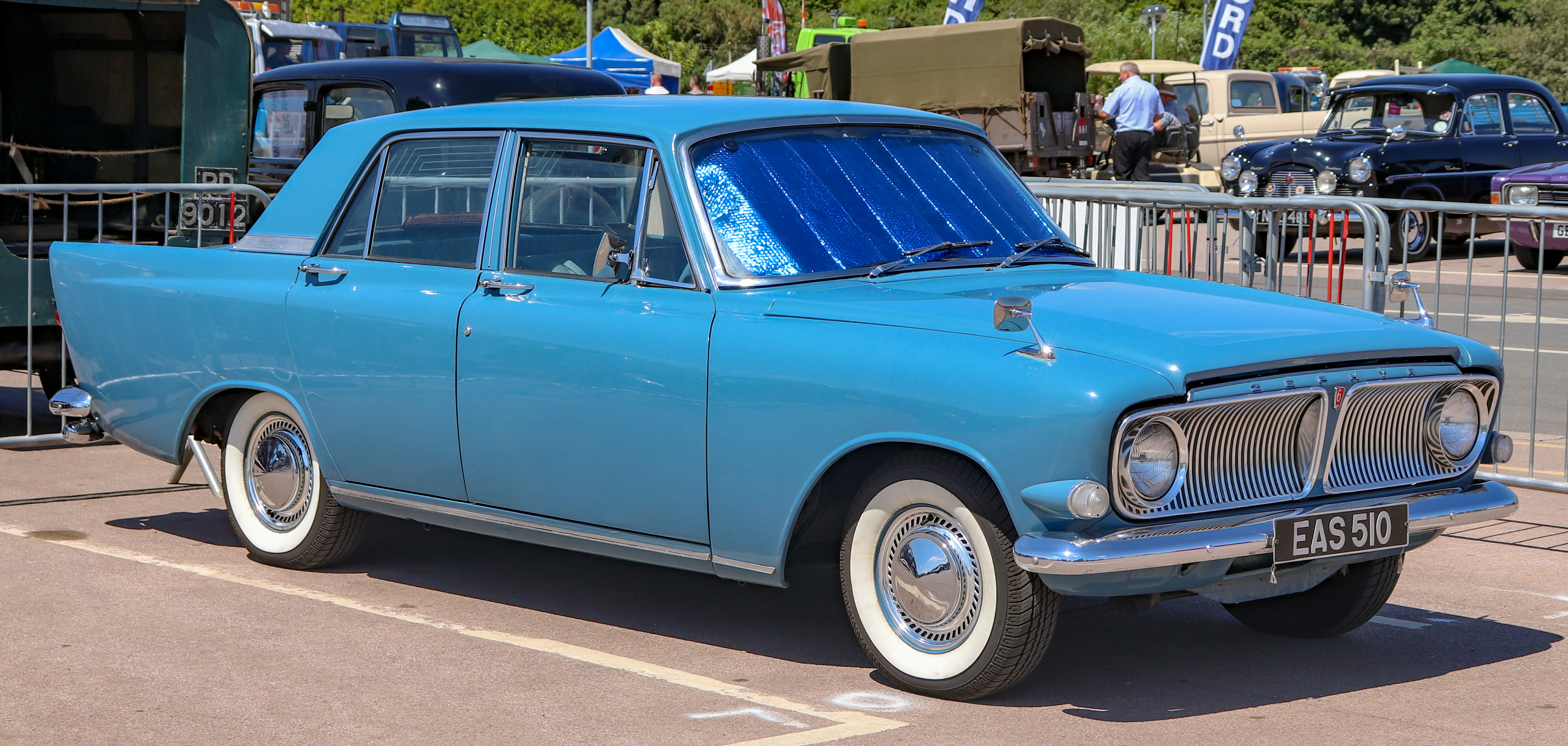
Ford Zephyr 3
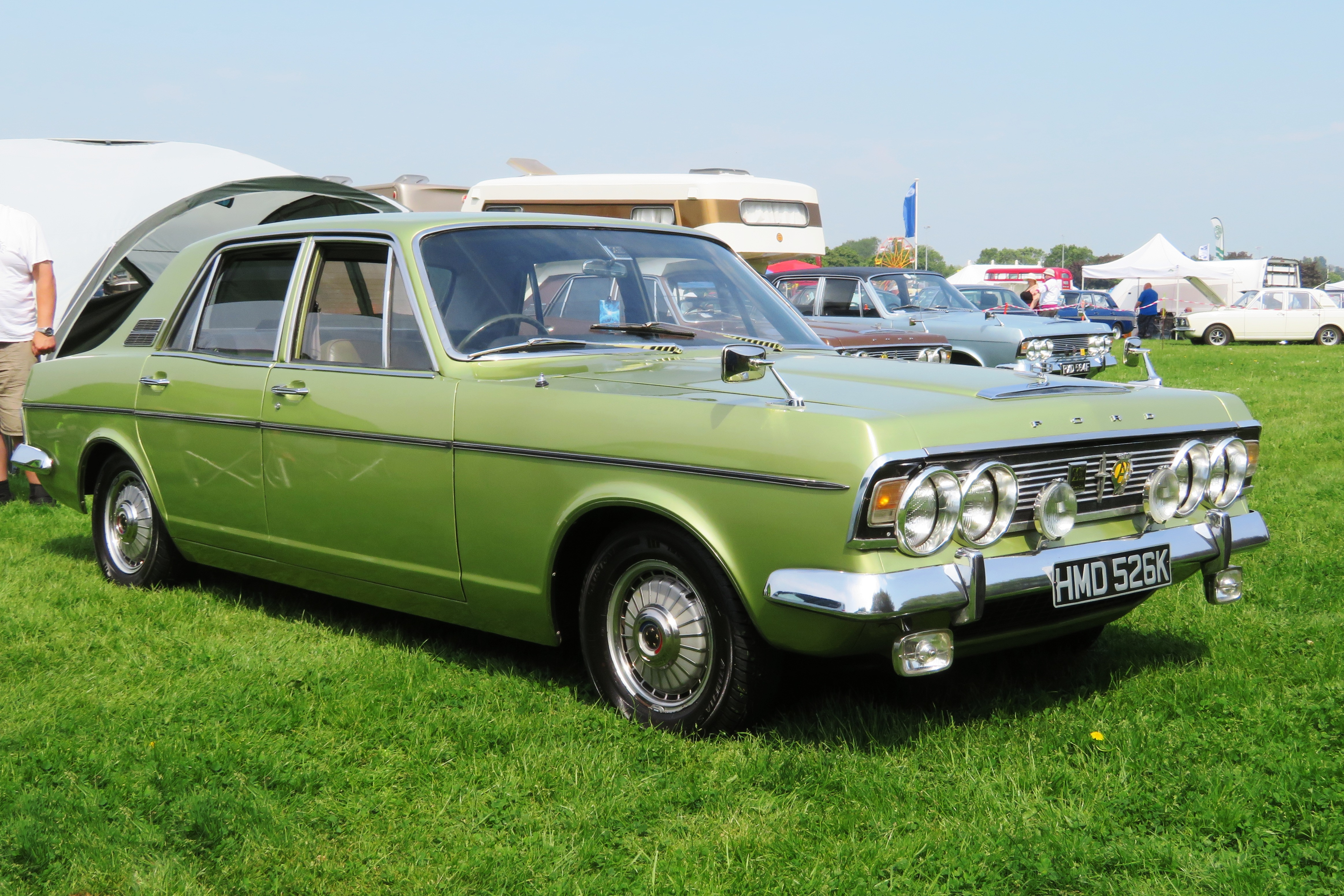
Ford Executive